# Francisco Pérez y Pérez
Blahoslavený Francisco Pérez y Pérez, řeholním jménem Francisco María (30. ledna 1917, Ros – 18. srpna 1936, Carabanchel Bajo), byl španělský římskokatolický klerik, řeholník Řádu karmelitánů a mučedník.

## Život
Narodil se 30. ledna 1917 v Rosu. V raném dětství mu zemřela matka. Jeho otec se znovu oženil a nevlastní matka k němu neměla dobrý vztah. Jeho strýc byl knězem.
Roku 1928 se rozhodl vstoupit ke karmelitánům v Ondě a přijal jméno Francisco María. V této době začal studovat v nižším semináři ve Villarreal. Byl velmi veselý a inteligentní.
Když v červenci roku 1936 vypukla Španělská občanská válka a protikatolické pronásledování, on a dalších 7 kleriků cestovali do Kastilie. Na cestě je zajali milicionáři. Při transportu hovořil s milicionáři o Bohu. Následně byli ubytováni v domě Paseo de las Delicias. Dne 18. srpna byli na hřbitově Carabanchel Bajo zastřeleni.
Jejich ostatky se nachází ve svatyni Nuestra Señora de El Henar v Cuéllar.

## Proces blahořečení
Po roce 1990 byl v arcidiecézi Madrid zahájen jeho beatifikační proces spolu s dalšími 24 mučedníky Kongregace školských bratří a Řádu karmelitánů. Dne 19. prosince 2011 uznal papež Benedikt XVI. mučednictví této skupiny řeholníků. Blahořečeni byli 13. října 2013 ve skupině 522 mučedníků španělské občanské války.